# بحيرة جورج
تقع في نيوساوث ويلز في أستراليا ، على مسافة 22 كم شمال شرقي كانبرا . ويبلغ ارتفاعها فوق مستوى سطح البحر نحو 600  م. وعندما تمتلئ البحيرة بالمياه يبلغ طولها نحو 25 كم وعرضها 10 كم، وتغطي مساحة مقدارها 96 كم2 . وتجف مياه البحيرة من حين لآخر. وعند تساقط الأمطار بغزارة وانخفاض درجات التبخر تمتلئ البحيرة بالمياه 